# Aleksandar Gitsov
Aleksandar Gitsov (také Alexandar Gizow, bulharsky Александър Гицов; * 27. října 1987) je bulharský fotbalový trenér.

## Trenérská kariéra
Gitsov působil od sezóny 2012/13 jako trenér mládeže v Post SV Wien. V lednu 2014 přešel k mládeži SV Horn. V sezóně 2016/17 se stal asistentem trenéra Masanoriho Hamayoshiho v A-týmu Hornu. 
Pro sezónu 2018/19 se stal hlavním trenérem B-týmu Hornu. Před sezónou 2019/20 odešel do FAC, kde se stal asistentem trenéra Maria Handla a také se stal hlavním trenérem B-týmu. V červnu 2020 se stala prozatímním hlavním trenérem FAC, společně s Lukasem Fischerem. FAC vedl do konce sezóny, poté opět působil jako asistent trenéra, nejprve Mirona Musliće a poté Romana Ellensohna. V dubnu 2021 se podruhé stal prozatímním trenérem, tentokrát společně s Mitjou Mörecem. V červnu 2021 se Mörec stal hlavním trenérem, zatímco Gitsov se stal jeho asistentem.
Gitsov strávil v této pozici více než dva roky, než se koncem července 2023 vrátil do vlasti a stal se asistentem trenéra Nestora El Maestra v CSKA Sofia. Poté se vrátil do Rakouska a převzal funkci hlavního trenéra druholigového klubu SKN St. Pölten. Pod jeho vedením SKN získal v devíti zápasech devět bodů, v říjnu 2024 byl propuštěn.
Pro sezónu 2025/26 převzal funkci trenéra First Vienna FC 1894.